# صقير أسترالي
صُقير أسترالي (Falco longipennis)، المعروف أيضًا باسم الصقر الصغير، هو أحد ستة أعضاء أستراليين من فصيلة الصقريات. يستمد هذا الطائر الجارح النهاري اسمه "طويل الجناح، longipennis" من ريش جناحه الأساسي الطويل. يوجد في جميع أنحاء أستراليا وغيرها من البلدان المجاورة مع أفراد مهاجرين موجودين في جزر إندونيسيا وغينيا الجديدة.